# Teasienna eirene
Teasienna eirene är en stekelart som beskrevs av Heydon 2004. Teasienna eirene ingår i släktet Teasienna och familjen puppglanssteklar. Inga underarter finns listade i Catalogue of Life.